# Yrjö Haapanen
 Yrjö Johannes Haapanen, född 22 april 1907, död 26 juni 1982, var en finländsk sångare, sångtextförfattare, skådespelare och filmregissör.
Som sångare medverkade Haapanen 1930 i Dallapé, med vilket han gjorde tre skivinspelningar. Åren 1950-1952 återkom Haapanen med tjugo inspelningar i samarbete med Leijona. Yrjö Haapanen var bror till sångaren och skådespelaren Alexander "Sasu" Haapanen. 

## Filmografi

### Skådespelare
- Poikamiesten holholkki, 1938
- Synnin puumerkki, 1942
- Neiti Tuittupää, 1943
- Dynamitflickan, 1944
- Luostarinmäki (berättarröst), 1949
- Rahan rata (berättarröst), 1951
- Tulimaata tutkimassa (berättarröst), 1953
- Minkä teette yhdelle näistä (berättarröst), 1955
- No, mitä mies? (som sig själv), 1973

### Regissör
- Minä jätän sinut, 1944
- Vastamyrkky, 1945
- Naimisiin päiväksi, 1946
- Sången om Forsbyn, 1947
- Suomi neuvottelee, 1948
- Kilroy sen teki, 1948
- Ruusu ja kulkuri, 1948
- Suomen Turki, 1949

### Producent
- Vastamyrkky, 1945
- Naimisiin päiväksi, 1946
- Onni yksillä, 1947
- Opi nuorena - taidat vanhana, 1957

### Manusförfattare
- Vastamyrkky, 1945
- Neuvostoliiton näyttely Suomessa, 1946

### Övrigt
- Trettonde varslet, 1945